# Stepan Papczuk
Stepan Papczuk – ukraiński działacz społeczny, poseł do Sejmu Krajowego Galicji II kadencji (1867–1869), włościanin z Szutrominiec.
Wybrany w IV kurii obwodu Czortków, z okręgu wyborczego nr 7 Zaleszczyki-Tłuste. 